# Bawmy się, Sezamku
Bawmy się, Sezamku (ang. Play with Me Sesame) – amerykański program rozrywkowy dla dzieci z 2002 roku, w którym występują postacie z Ulicy Sezamkowej. W Polsce emitowany był na kanale MiniMini+.

## Obsada
- Fran Brill jako Prairie Dawn, Zoe
- Eric Jacobson jako Bert, Grover
- David Rudman jako Ciasteczkowy Potwór (Sezon 2)
- Steve Whitmire jako Ernie (Sezony 1 i 3)
- John Tartaglia jako Ernie (Sezon 2)

## Opis
Każdy z odcinków to niepowiązane ze sobą scenki i skecze.

## Wersja polska
Opracowanie wersji polskiej: na zlecenie MiniMini – Start International Polska
Reżyseria:
- Paweł Galia (odc. 1-20, 26-30, 41-82, 95-104)
- Artur Kaczmarski (odc. 21-25)
- Elżbieta Kopocińska-Bednarek (odc. 36-40)

### Dialogi polskie
- Maciej Eyman (odc. 1-5)
- Piotr Radziwiłowicz (odc. 6, 24-28, 46-50, 56-60, 76-82, 95-104)
- Anna Niedźwiecka (odc. 7-9, 13-23, 29-30, 39-45, 51-55, 66-70)
- Agnieszka Farkowska (odc. 10-12, 36-38, 61-65, 71-75)

### Dźwięk i montaż
- Paweł Łuczak (odc. 1-5)
- Jerzy Wierciński (odc. 6-20, 26-30, 41-78, 95-104)
- Janusz Tokarzewski (odc. 21-25, 36-40)
- Sławomir Czwórnóg (odc. 79-82)

### Kierownictwo produkcji
- Anna Kuszewska (odc. 1-30, 41-82, 95-104)
- Dorota Nyczek (odc. 36-40)

### Wystąpili

#### Prowadzący
- Mieczysław Morański – Bert
- Janusz Wituch – Ernie
- Beata Wyrąbkiewicz – Pysia
- Janusz Zadura – Grover

#### Postacie zapraszane przez prowadzących
- Małgorzata Puzio – Zoe
- Zbigniew Konopka – Ciasteczkowy Potwór
- Tomasz Bednarek – Elmo
- Joanna Węgrzynowska – Rosita
- Marek Bocianiak – Tolek
- Jarosław Domin – Liczyhrabia
- Aleksander Mikołajczak – Żółtodziób
- Bartosz Chomicki – Oskar
- Paweł Szczesny – Henryk
- Jan Aleksandrowicz – Kermit
- Andrzej Chudy – Pan Johnson

- lektor: Paweł Galia